# انگ اجتماعی

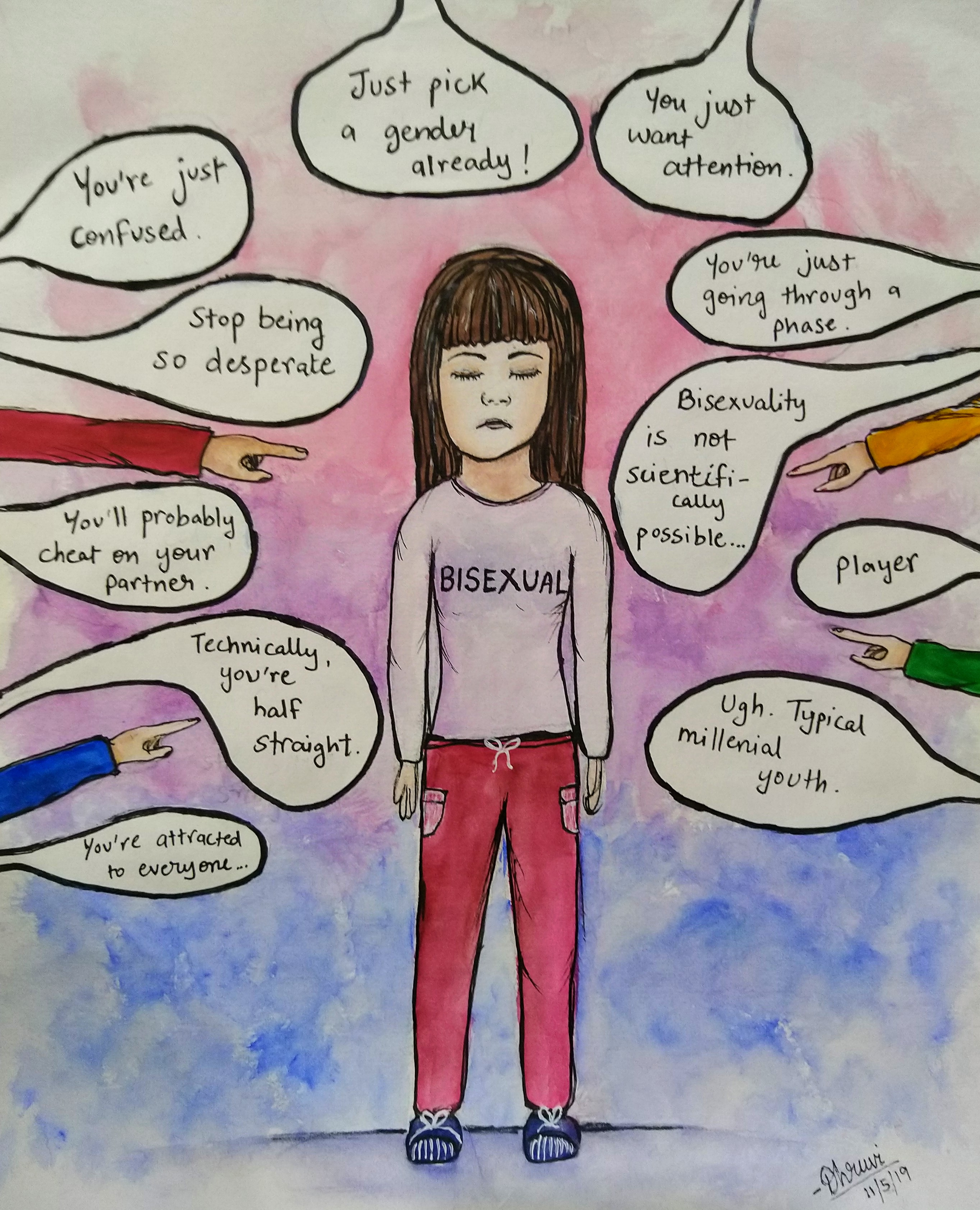
طراحی از شیوهٔ اعمال فشار «افراد دوجنس‌گرا هراس» علیه یک فرد دوجنس‌گرا

انگ اجتماعی، داغ اجتماعی یا بدنامی اجتماعی مخالفت شدید یا ناخشنودی از یک فرد یا گروه به دلیل ویژگی‌های اجتماعی‌ای است که از ایشان تصوّر می‌شود و برای تمایز ایشان از دیگر اعضای یک جامعه به کار می‌رود. بدین‌گونه، چنین فرد یا گروهی که هنجارهایی متفاوت با جامعه دارند، ممکن است توسط آن جامعه بدنام شمرده شوند.
بدنامی اجتماعی (به درستی یا نادرستی) می‌تواند از بیماری روانی، معلولیّت جسمی، بیماری‌هایی چون جذام، بی‌سوادی، گرایش جنسی، هویت جنسیتی، رنگ پوست، تحصیلات، ملیت، قومیت، ایدئولوژی، مذهب (یا بی‌مذهبی)، یا بزهکاری نشات بگیرد. ویژگی‌هایی که به بدنامی اجتماعی نسبت داده می‌شود غالباً بسته به زمینه‌های ژئوپلتیکی و قرائن جامعه‌شناسی سیاسی که جوامع در اقصا نقاط جهان به کار می‌بندد، تفاوت می‌کند.

## تعریف
انگ اجتماعی، شرایطی حاکی از برچسب زدن به افراد است، به گونه‌ای که فرد به دلایل فیزیکی یا روانی از محیط یا اجتماع متمایز شود و خودش یا دیگران او را «وصله ناجور» بدانند.

## تاریخچه
ریشه واژه انگلیسی stigma (که در فارسی به انگ ترجمه می‌شود) یک مصدر یونانی به معنای «چسباندن» است که برای «سوراخ کردن» و «خالکوبی کردن» هم به کار می‌رفت. در یونان باستان، انگ به یک علامت قابل مشاهده روی بدن اشاره داشت که به مرور زمان دلالتی منفی پیدا کرد و مثلاً برای مشخص کردن بردگان، مجرمان یا افراد طردشده از جامعه کاربرد پیدا کرد. یونانی‌ها از طریق حک کردن یا داغ کردن علامتی خاص بر روی بدن فرد برده، مجرم یا خائن، ماهیت او را برای دیگران آشکار می‌کردند تا مردم او را بشناسند و مخصوصاً در محل‌های عمومی، از او روی بگردانند.

در زمان قاجار نیز زمانی که میخواستند روده گوسفند را صندوقچه های چوبی به آلمان صادر کنند، دور آن با با چرم محکم میکردند و با نقش های مختلف به آن انگ میزدند
استفاده از انگ به عنوان یک اصطلاح در زبان انگلیسی، به دهه ۱۳۰۰ میلادی بازمی‌گردد. این اصطلاح در ابتدا به مجموعه زخم‌هایی گفته می‌شد که قدیسان کاتولیک به نشانه مصلوب شدن عیسی در بدن خود ایجاد می‌کردند. گفته می‌شد که این «انگ‌های مقدس» در رویدادهای مذهبی نمایان می‌شدند یا خونریزی می‌کردند. این اصطلاح در دوران مسیحیت همچنین برای اشاره به اختلال فیزیکی و پزشکی افراد هم به کار گرفته می‌شد. اما این علامت همیشه هم فیزیکی نبود و مثلاً یک کتاب مرجع روان‌شناسی در سال ۱۹۰۷ یک آسیب روانشناختی را با عنوان «انگ انحطاط» توصیف کرد یا فرهنگ لغات آکسفورد به مرجعی مربوط به سال ۱۸۵۹ اشاره کرده که مطلبی در مورد «انگ پیردختری» داشته‌است.

## ویژگی‌ها
گرگوری هرک، با توجه به ادبیات روان‌شناسی اجتماعی، پنج ویژگی را برای انگ اجتماعی برمی‌شمارد:
- انگ به یک وضعیت یا ویژگی فیزیکی یا استعاری پایدار از فرد اشاره می‌کند.
- صفت یا علامتی که یک انگ دربردارد، به خودی خود معنادار نیست و معنا از طریق تعامل اجتماعی به آن ضمیمه می‌شود.
- معنای ضمیمه شده به انگ، ارزش‌گذاری منفی دارد و دربردارنده مضمونی از قبیل جنایت، بدنامی، شرمساری یا طردشدگی است. اگرچه ممکن است همه اعضای جامعه تلقی یکسانی از آن نداشته باشند، اما در منفی بودن معنای آن اشتراک نظر دارند. بر اساس نظر گافمن، هم انگ‌خورده و هم انگ‌نخورده دارای نقش اجتماعی‌اند که فارغ از وضعیت خود، از انتظارات مربوط به خود آگاهند.
- انگ، تمام هویت فرد را در بر می‌گیرد و به معنای یک نقص شخصیتی یا یک عادت ناپسند تلقی نمی‌شود.[۸]
- افراد انگ‌خورده، نسبت به افراد عادی، به وضوح از دسترسی به بعضی از منابع محرومند.

## انواع

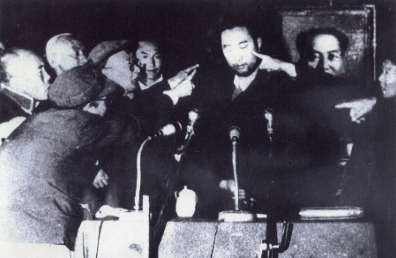
انقلاب فرهنگی چین

اروینگ گافمن، انگ‌های اجتماعی را به سه دسته اصلی تقسیم می‌کند: اولین دسته، ناهنجاری‌های بدنی و از شکل‌افتادگی‌های فیزیکی است. دسته دوم، عیب‌های شخصیتی است که نشانه ضعف اراده، شیدایی مفرط، عقاید خیانت‌آمیز یا صلب و عدم صداقت تلقی می‌شوند. عیب‌های شخصیتی از چیزهایی مانند سابقه بیماری روانی، مجرمیت، اعتیاد، همجنس‌گرایی، بیکاری، تلاش برای خودکشی یا تندروی‌های سیاسی استنباط می‌شوند. دسته سوم، انگ‌های نژادی، ملی یا مذهبی هستند که می‌تواند نسل به نسل منتقل شود و بدنامی را به همه اعضای خاندان سرایت دهد.